# Asker SK
Asker Skiklubb ist ein Sportverein aus der norwegischen Kommune Asker. Er wurde am 14. Dezember 1889 als Verein für Skilanglauf und Skispringen gegründet, besteht heute allerdings aus einer Vielzahl verschiedener Sportarten und hat ca. 4800 Mitglieder.

## Fußball
Die Fußballabteilung Asker Fotball ist eine der größten Norwegens.